# Kevin McKidd
Kevin McKidd (Elgin, Escocia, Reino Unido, 9 de agosto de 1973) es un actor británico, conocido principalmente por su papel de Tommy en la película de Danny Boyle Trainspotting, por interpretar al legionario Lucius Vorenus en Roma, al Dr. Owen Hunt en la serie estadounidense Grey's Anatomy y ser la voz del capitán Soap MacTavish en la saga de videojuegos Call of Duty.

## Biografía
McKidd nació y creció en Elgin (Escocia), Reino Unido, hijo de Kathleen, secretaria, y Neil McKidd, fontanero. Creció en una urbanización de Elgin. A los 17 años, McKidd trabajó en la destilería Macallan de Speyside. Más tarde trabajó con la familia de caldereros Lumsden. Estudió en la escuela primaria Seafield y en la Academia de Elgin y fue miembro del grupo local de teatro aficionado Moray Youth Theatre. Con la intención de estudiar ingeniería, fue a la Universidad de Edimburgo, pero abandonó y se matriculó en la Universidad Queen Margaret de Edimburgo para estudiar Arte Dramático. Ingresó en la compañía teatral, Bedlam Theatre, donde formó parte del grupo de comedia de improvisación The Improverts.

## Trayectoria
Tras interpretar a Tommy Mackenzie en Trainspotting, McKidd fue elegido para interpretar al Padre Deegan en el episodio navideño de 1996 de Father Ted. Posteriormente interpretó a Malky Johnson en Small Faces. En 2004, interpretó a James Hepburn, cuarto conde de Bothwell, tercer marido de María, reina de Escocia, en la miniserie de la BBC Gunpowder, Treason & Plot.
En 1999, formó parte del reparto de Topsy Turvy, de Mike Leigh, que representaba el desarrollo de El Mikado, de Gilbert y Sullivan. Los actores investigaron sus personajes históricos y utilizaron estos conocimientos durante los extensos ensayos para ayudar a desarrollar el diálogo de las escenas bloqueadas por Leigh. McKidd, como el resto del reparto, cantó él mismo las operetas de Gilbert y Sullivan representadas en la película.
En 2001, interpretó a Elliot en la película británica Understanding Jane, dirigida por Caleb Lindsay. Apareció en El reino de los cielos, de Ridley Scott, y en la adaptación cinematográfica de Nicholas Nickleby, de 2002. En la película de terror Dog Soldiers, de Neil Marshall, interpretó al soldado Lawrence Cooper. En el drama de la BBC de 2005, The Virgin Queen, interpretó a Thomas Howard, cuarto duque de Norfolk.
En 1998, McKidd participó en la serie de cuatro partes de BBC2 Looking After Jo Jo, en el papel de Basil. También fue una de las principales estrellas de la serie conjunta HBO/BBC Roma, donde su interpretación del soldado-político Lucius Vorenus recibió elogios de la crítica.
McKidd protagonizó el estreno de la nueva obra de Caryl Churchill, Far Away. Interpretó a Todd, la pareja sentimental de Joan, y a su compañero de trabajo como fabricante de sombreros.
Otros trabajos incluyen su papel en la precuela de El silencio de los corderos Hannibal Rising (2007). A finales de 2007, McKidd comenzó su papel como protagonista en la serie de televisión fantástica estadounidense Journeyman, de la NBC. A pesar de comenzar con una gran audiencia, la serie perdió cerca de la mitad de sus espectadores a lo largo de su emisión y se vio afectada por la díscola situación en Estados Unidos debido a la huelga de guionistas de la época. Se produjeron 13 episodios.
Su papel en Roma llevó a McKidd a interpretar al Dr. Owen Hunt en la serie médica Anatomía de Grey. Hizo su debut como director en la séptima temporada de la serie, dirigiendo el episodio "Don't Deceive Me (Please Don't Go)". Por su trabajo en Anatomía de Grey, ganó el premio a la "Mejor Interpretación en un Argumento de Varios Episodios de una Serie Dramática" en la 14.ª edición de los Premios Prisma. Interpretó el papel de Poseidón, dios de los mares, y padre de Percy Jackson en Percy Jackson y El ladrón del rayo.
McKidd ha hecho trabajos de doblaje y ha puesto voz al personaje de Jezz Torrent, cantante de pelo de llama de la ficticia banda escocesa de hard rock Love Fist en el videojuego Grand Theft Auto: Vice City. Se le atribuye la voz en off del personaje John "Soap" MacTavish en Call of Duty: Modern Warfare 2 y Call of Duty: Modern Warfare 3. En 2012, puso voz a los personajes de Lord MacGuffin y su hijo Young MacGuffin en la película de Disney/Pixar Brave. Como creció en Elgin, McKidd utilizó una variación del dialecto dórico para el joven MacGuffin, y uno de los chistes recurrentes de sus líneas es que ni siquiera Lord MacGuffin está totalmente seguro de lo que dice el joven MacGuffin.

## Vida personal
McKidd se casó con Jane Parker en 1999. Tienen dos hijos, una hija llamada, Iona McKidd y un hijo llamado Joseph McKidd. En agosto de 2015, McKidd y su familia se convirtieron en ciudadanos estadounidenses. La pareja dijo en julio de 2016 que se estaban separando y están divorciados desde diciembre de 2017.
McKidd se casó con Arielle Goldrath en una ceremonia judía el 13 de enero de 2018. El 13 de mayo de 2018, dieron la bienvenida a su hijo, Aiden. McKidd anunció que su hija, Nava James McKidd nació el 27 de julio de 2019. En julio de 2022, comunicó a través de las redes sociales que la pareja se había separado, Goldrath solicitó el divorcio en diciembre de 2022 y el divorcio finalizó en junio de 2023. McKidd está actualmente en una relación con la actriz, Danielle Savre.

## Filmografía

### Cine
| Año  | Título                                                                                        | Personaje                        | Notas                                  |
| ---- | --------------------------------------------------------------------------------------------- | -------------------------------- | -------------------------------------- |
| 1996 | Small Faces                                                                                   | Malky Johnson                    |                                        |
| 1996 | Trainspotting                                                                                 | Tommy Mackenzie                  |                                        |
| 1997 | Regeneration                                                                                  | Callan                           |                                        |
| 1997 | Richard II                                                                                    | Henry Percy                      | Película de televisión                 |
| 1998 | Hideous Kinky                                                                                 | Henning                          |                                        |
| 1998 | Bedrooms and Hallways                                                                         | Leo                              |                                        |
| 1998 | The Acid House                                                                                | Johnny                           |                                        |
| 1998 | Dad Savage                                                                                    | H                                |                                        |
| 1998 | Looking After Jo Jo                                                                           | Basil                            |                                        |
| 1999 | Topsy-Turvy                                                                                   | Durward Lely                     |                                        |
| 2001 | Understanding Jane                                                                            | Eliott                           |                                        |
| 2002 | Nicholas Nickleby                                                                             | John Browdie                     |                                        |
| 2002 | Max                                                                                           | George Grosz                     |                                        |
| 2002 | Dog Soldiers                                                                                  | Pte Lawrence Cooper              |                                        |
| 2002 | That Old One                                                                                  | Tom Furness                      | Corto                                  |
| 2003 | The Key                                                                                       | Duncan                           |                                        |
| 2003 | AfterLife                                                                                     | Kenny Brogan                     |                                        |
| 2003 | 16 Years of Alcohol                                                                           | Frankie                          |                                        |
| 2004 | Does God Play Football                                                                        | Padre Davis                      | Corto                                  |
| 2004 | De-Lovely                                                                                     | Bobby Reed                       |                                        |
| 2004 | The Purifiers                                                                                 | Moses                            |                                        |
| 2004 | One Last Chance                                                                               | Seany                            |                                        |
| 2005 | Kingdom of Heaven                                                                             | Sargento inglés                  |                                        |
| 2006 | The Rocket Post                                                                               | Thomas McKinnon                  |                                        |
| 2007 | The Last Legion (La última legión [Esp])                                                      | Wulfila                          |                                        |
| 2007 | Hannibal Rising (Hannibal, el origen del mal [Esp])                                           | Kolnas                           |                                        |
| 2008 | Made of Honor                                                                                 | Colin McMurray                   |                                        |
| 2010 | One Night in Emergency                                                                        | Peter Forbes                     |                                        |
| 2010 | Percy Jackson & the Olympians: The Lightning Thief (Percy Jackson y el ladrón del rayo [Esp]) | Poseidón                         |                                        |
| 2010 | Bunraku                                                                                       | Asesino #2                       |                                        |
| 2011 | The Great Ghost Rescue                                                                        | Hamish                           |                                        |
| 2012 | Comes A Bright Day                                                                            | Cameron                          |                                        |
| 2012 | Brave                                                                                         | Lord MacGuffin / Joven MacGuffin | Voz                                    |
| 2013 | Justice League: The Flashpoint Paradox (Liga de la Justicia: Paradoja del Tiempo [Esp])       | Thomas Wayne / Batman            | Voz. Directo-a-vídeo                   |
| 2015 | Home Sweet Hell                                                                               | Freeman                          |                                        |
| 2017 | T2 Trainspotting                                                                              | Tommy Mackenzie                  | Imágenes de archivo de "Trainspotting" |
| 2017 | Tulip Fever                                                                                   | Johan De Bye                     |                                        |

- Behind the Lines (1997) .... Callan.
- Percy Jackson y el mar de los monstruos (2013) .... Poseidón

### Director
| Año                     | Episodio        |
| ----------------------- | --------------- |
| 14 de octubre de 2010   | "No Comment"    |
| 21 de octubre de 2010   | "Take One"      |
| 11 de noviembre de 2010 | "Award-Winning" |
| 18 de noviembre de 2010 | "The Sizzle"    |

| Año  | Episodios                            |
| ---- | ------------------------------------ |
| 2011 | "Don't Deceive Me (Please Don't Go)" |
| 2011 | "Poker Face"                         |
| 2012 | "Let the Bad Times Roll"             |
| 2012 | "I Saw Her Standing There"           |
| 2013 | "Do You Believe in Magic"            |
| 2013 | "Two Against One"                    |
| 2014 | "I'm Winning"                        |
| 2014 | "I Must Have Lost it on the Wind"    |
| 2015 | "Time Stops"                         |
| 2015 | "Sledgehammer"                       |
| 2016 | "Odd Man Out"                        |
| 2016 | "Mama Tried"                         |
| 2016 | "Catastrophe and the Cure"           |
| 2017 | "Who Is He (And What Is He To You?)" |
| 2017 | "Till I Hear It From You"            |
| 2017 | "True Colors"                        |
| 2017 | "Get Off on The Pain"                |
| 2017 | "Out of Nowhere"                     |
| 2018 | "One Day Like This"                  |
| 2018 | "Bad Reputation"                     |
| 2018 | "Broken Together"                    |
| 2018 | "Blowin' In The Wind"                |
| 2019 | "I Walk The Line"                    |
| 2019 | "Drawn to the Blood"                 |
| 2019 | "Back in the Saddle"                 |
| 2019 | "Let's All Go to the Bar"            |
| 2020 | "Give a Little Bit"                  |
| 2020 | "My Happy Ending"                    |
| 2021 | "In My Life"                         |

### Televisión
| Año           | Título                                  | Personaje                           | Notas                                          |
| ------------- | --------------------------------------- | ----------------------------------- | ---------------------------------------------- |
| 1996          | Father Ted                              | Padre Deegan                        | 1 Episodio                                     |
| 1996          | Kavanagh QC                             | David Lomax                         | 1 Episodio                                     |
| 1999          | The Magical Legend of the Leprechauns   | Jericho O'Grady                     | 2 Episodios                                    |
| 2000          | Anna Karenina                           | Conde Vronsky                       | 4 Episodios                                    |
| 2000          | North Square                            | Billy Guthrie                       | 10 Episodios                                   |
| 2004          | Gunpowder, Treason & Plot               | James Hepburn, 4th Earl of Bothwell |                                                |
| 2006          | The Virgin Queen                        | Duque de Norfolk                    | 2 Episodios                                    |
| 2005–2007     | Rome (Roma [Esp])                       | Lucius Vorenus                      | 22 Episodios                                   |
| 2007          | Journeyman (Viajero en el tiempo [Esp]) | Dan Vasser                          | 13 Episodios                                   |
| 2008–presente | Grey's Anatomy                          | Owen Hunt                           | Personaje principal (T5–presente) ¿? Episodios |
| 2014          | Toy Story That Time Forgot              | Reptillus Maximus                   | Voz. Especial de televisión                    |
| 2016–2017     | Star Wars Rebels                        | Fenn Rau                            | Voz. 7 Episodios                               |
| 2020          | Station 19                              | Owen Hunt                           | 3 Episodios                                    |
| 2020          | Room 104                                | Kyran - el último hombre            | 1 Episodio                                     |

### Videojuegos
| Año  | Título                         | Personaje                     |
| ---- | ------------------------------ | ----------------------------- |
| 2002 | Grand Theft Auto: Vice City    | Jezz Torrent                  |
| 2009 | Call of Duty: Modern Warfare 2 | Capitán John "Soap" MacTavish |
| 2011 | Call of Duty: Modern Warfare 3 | Capitán John "Soap" MacTavish |

## Premios y nominaciones
| Año  | Otorga                                                     | Premio                                                           | Trabajo                   | Resultado |
| ---- | ---------------------------------------------------------- | ---------------------------------------------------------------- | ------------------------- | --------- |
| 1998 | International Fantasy Film Award                           | Mejor Actor                                                      | The Acid House            | Ganó      |
| 2003 | BAFTA Scotland                                             | Mejor Actor en una película escocesa                             | 16 Years of Alcohol       | Nominado  |
| 2003 | British Independent Film Award                             | Mejor Actor                                                      | 16 Years of Alcohol       | Nominado  |
| 2004 | Biarritz International Festival of Audiovisual Programming | Mejor Actor                                                      | Gunpowder, Treason & Plot | Ganó      |
| 2007 | Saturn Award                                               | Mejor Actor en Televisión                                        | Journeyman                | Nominado  |
| 2010 | Prism Award                                                | Mejor desempeño en una historia multi-episodio de Serie de Drama | Grey's Anatomy            | Ganó      |
| 2011 | Prism Award                                                | Mejor desempeño en una Serie de episodios de Drama               | Grey's Anatomy            | Nominado  |